# Club d'essai
Le Club d'essai est un atelier de création radiophonique, situé à Paris, en France, créé le 31 mars 1946 et éteint en 1963. Il poursuit l'expérience du Studio d'essai animé par Pierre Schaeffer entre 1943 et 1945. Jean Tardieu, dramaturge et poète, le dirige. Ce club rassemble divers artistes, en particulier des poètes, des écrivains, des journalistes, mais aussi des musiciens et des techniciens du son qui trouvent là un espace de liberté d'expression et d'expérimentation. Le Club d'essai produira régulièrement des émissions culturelles diffusées à la radio plutôt en région parisienne.
Le Club d'essai chapeaute également le Centre d'études de radiodiffusion et télévision de la RTF. Il est placé sous la direction du poète Jean Tardieu avec un Secrétaire Général denommé Bernard Blin. Ses principaux professeurs sont André Vigneau, Chef du Service de la recherche à la télévision, à partir de 1954, et William Magnin, chef du service des Émissions de la jeunesse, réalisateur et premier créateur des feuilletons télévisés (Le Tour de la France par deux enfants, 39 épisodes diffusés à partir de novembre 1957). Beaucoup d'étudiants poursuivent une carrière à la RTF, puis à l'ORTF. Marcel Hanoun, Max Leclerc, Claude Lelouch, Charles Paolini, Aline Tacvorian sont parmi les réalisateurs.

## Histoire

### Débuts
Le club d'essai est créé le 31 mars 1946. Si la radio n'est pas dans les années 1950, le laboratoire d'où sortira un nouveau langage pour la poésie, le scepticisme imprègne et cadre l’attention que vont porter les poètes aux questions de justesse de la diction et d’authenticité de l'interprétation. Leur objectif étant que l’on galvaude[style à revoir] le moins possible le message adressé à la société éventuellement contenu dans leurs poèmes.
La radio permet ensuite à la poésie de renouer les liens qui unissent tradition du recueil de poésie et donc transmission par l'écrit, et déclamation aux sources de l'oralité voire de la musicalité. Il s’agit de renouer avec les sources antiques, du temps où la poésie était un chant particulier.

### Fin
Jean Tardieu explique que la médiation par l’oreille est moins directe que la médiation par la vue. La lecture permet un contact direct avec l’esprit du lecteur que ne permet pas nécessairement le canal auditif. Ce qui pose problème, c’est le passage du son au sens, et vice versa. La lecture permet en effet, selon Jean Tardieu, de saisir la structure de l’œuvre ainsi que la technique de composition, ce que ne permet pas l'écoute. D'autre part, Pierre Reverdy estime encore que la radio va trop vite comparativement à la lecture que l’on peut faire d’un poème. L'auditeur, écrit-il à Jacques Charpier dans le cadre de son enquête sur la diction poétique, est « seulement frôlé par les sons » et non « frappé par un sens pleinement intégré ». S’agissant de la poésie, la radio n’a pas eu pour vocation de remplacer le livre, ni même le papier sur laquelle on ébauche et compose le poème. La radio apporte tout au plus un supplément d’âme à la poésie et avive la curiosité de l'auditeur.  
Georges Mounin écrit en 1962 : « la radio peut être et doit être le plus important éditeurs de poèmes. »
La fin du Club d'essai, avant l'installation à la Maison de la Radio en 1963, marque le temps du « retour chez soi » des poètes. Aucun poète n'a vraiment créé de poésie pour la radio. Dans les années 1960, l’intellect prend le pas sur la sensibilité, et la réflexion sur la communication. C'est alors que certains poètes commencent à utiliser la bande magnétique comme instrument d’écriture sonore.

## Émissions

### Poésie
De 6 heures de diffusion hebdomadaire, on passe à une diffusion quotidienne. Entre 1953 et 1954, Jacques Charpier anime Le parloir des poètes, une série d'entretiens avec des poètes. En 1954, Paul Gilson programme une sorte de show poétique sur la Chaîne Nationale, Prenez garde à la poésie puis Faites vous-même votre anthologie. La poésie est aussi diffusée sur la radio belge dans La parole est d’or et Poètes, armes du monde.

### Littérature
Les poètes participent en outre à l’avènement de la radio et de façon récurrente à des émissions littéraires dans les années 1950. Ils profitent d’une période conciliante, pleine d’effervescence et d’enthousiasme. Au Club d'Essai, Jean Tardieu explique qu’il s’est « contenté d’accueillir des jeunes en leur disant de faire ce qu’ils voulaient ». Jean Tardieu témoigne aussi non pas tellement de la convivialité, mais plutôt de sa complicité avec d’autres poètes gravitant autour de la radio comme Francis Ponge, Jean Follain ou encore Philippe Jaccottet. Cependant le rayonnement de l’expérience poétique comme l’espérance en un destin poétique de l’homme sont occultés par l’effervescence politico-littéraire, la littérature engagée, existentialiste et celle de l’absurde. La radio semble alors devenir le refuge des poètes qui deviennent speakers, rédacteurs, journalistes, producteurs.

### Interprétation
Jacques Charpier entreprend en 1954, une enquête auprès des poètes à propos de la diction poétique. Les poètes interrogés ne sont pas nécessairement favorables à la radiodiffusion de la poésie. Pierre Reverdy estime que la radio va trop vite comparativement à la lecture. L’auditeur, écrit-il, est « seulement frôlé par les sons » et non « frappé par un sens pleinement intégré ». Pour fixer l'attention, Yvon Belaval imagine la publication d'un accompagnement visuel des textes radiophoniques. Tandis que Jean Tardieu considère la poésie comme un assemblage de sons. Selon lui, la poésie que l’on entend, n’est qu’une incarnation. À l’auditeur le soin de compléter cette incarnation par le biais de l’imaginaire.

### Diction
En 1947, apparaît une émission intitulée Langage et poésie, au cours de laquelle sont menées des études sur la prononciation exacte des langues mortes et vivantes en poésie. Émission à laquelle s’en ajoute une autre complémentaire Les mots et les sons, consacrée à la poésie et à la musique aux XVe et XVIe siècles. En mars 1953 est diffusée une émission, Essais de diction poétique, au cours de laquelle des poètes et des interprètes lisent le même poème. On finit par s’apercevoir que plus la syntaxe est lourde, plus la voix devrait être légère. Plus le poème est difficile, moins le récitant doit essayer de coller à la signification sémantique et à l’articulation syntagmatique. Plus l’image est libre, onirique, moins on est tenu à servir le rythme régulier ou à marquer un rythme oratoire. Tout est dans la nuance. Finalement, on établit[style à revoir] une typologie des dictions à éviter :
- La diction psalmodiée : jugée archaïque, peut-être la dernière trace de ce qui se faisait il y a 2000 ans. Diction magique, incantatoire, inspirée, celle qui fait pleuvoir, diction cérémonielle et rituelle apparentée aux pires éloquences ecclésiastiques, elle assassine la poésie.

- La diction scandée : classique, qui croit à la prosodie traditionnelle, aux césures, aux pieds, aux balancements, et aux cadences externes, qui confond la mnémotechnique avec la musique.

- La diction expressive : romantique, qui disloque la prosodie pour respecter le sentiment, le rythme et la musique internes mais qui souvent les gonfle et les isole.

- La diction scientifique : qui s'inspire de la linguistique la plus récente et jongle avec la phonétique qui soupire pour dire « zéphire » et roule pour dire « tambour »[7].

- La diction naturelle : elle aboutit à la suppression du poème en la ravalant à une conversation futile. Et plutôt qu’à la merci des innovations des comédiens, on est asservi par les particularismes provinciaux[8].

### Techniques sonores
En 1954, l'adoption par la Radiodiffusion française de la modulation de fréquence permet une nette amélioration de la transmission orale par l’élimination des bruits qui pourraient perturber l’écoute. 
D’autre part, les techniciens et ingénieurs du son, parallèlement aux recherches de Pierre Schaeffer qui l’amèneront à la découverte de ce qu'il appellera la « musique concrète », recherchent sans cesse des effets sonores qui puissent donner une nouvelle dimension à la poésie orale. On tente notamment d’ajouter des accompagnements sonores qui puissent tenir lieu de blancs typographiques ou de la mimique du comédien lorsque la poésie est dite sur scène. On place[style à revoir] des micros un peu partout lors des enregistrements pour créer des effets de spatialisation. Les premiers essais de stéréophonie nécessitent d’avoir deux récepteurs placés d’un côté et de l’autre de l’auditeur, branchés chacun sur une chaîne différente, la première chaîne diffusant pour l’oreille droite, la seconde pour l’oreille gauche.